# S/2004 S 3
S/2004 S 3 es la designación provisional de un objeto visto orbitando a Saturno poco más allá de la vertiente exterior del anillo F el 21 de junio de 2004. Fue descubierto por el Cassini Imaging Science Team en imágenes tomadas por  la sonda Cassini-Huygens el 21 de junio de 2004 y anunciado el 9 de septiembre de 2004.
Más tarde, a pesar de los intentos de recuperarlo, no ha sido avistado fiablemente. En particular, una secuencia de imágenes que cubren la totalidad de un periodo orbital con 4 km de resolución adoptada el 15 de noviembre de 2004 no para recuperar el objeto. Esto sugiere que se trata de un macizo de material de carácter temporal que habían desaparecido en ese momento.
Otro Objeto, S/2004 S 4, fue avistado cerca de 5 horas más tarde, pero esta vez solamente dentro del Anillo F. Debido a la diferencia de la localización del segundo objeto se le dio una nueva denominación, aunque también es posible su interpretación como un solo objeto que atraviese el anillo F a causa de una órbita irregular. Este objeto también puede tener en una órbita ligeramente diferente a la inclinación del anillo F, que en realidad no pase por el anillo de material a pesar de ser visto tanto radialmente hacia adentro y hacia fuera de él.
De ser un objeto sólido, después de todo, S/2004 S 4 tendría de 3 a 5 kilómetros de diámetro estimado a partir del brillo, y podría ser un satélite pastor por el borde exterior del anillo F de Saturno.